# سیارک ۲۲۶۰۵
سیارک ۲۲۶۰۵ (به انگلیسی: 22605 Steverumsey، نامگذاری:1998HH147) بیست و دو هزار و ششصد و پنجمین سیارک کشف شده‌است که در ۲۳ آوریل ۱۹۹۸ کشف شد.
قدر مطلق سیارک برابر ۱۰.۷ است.